# الشجرة التي تمتلك ذاتها

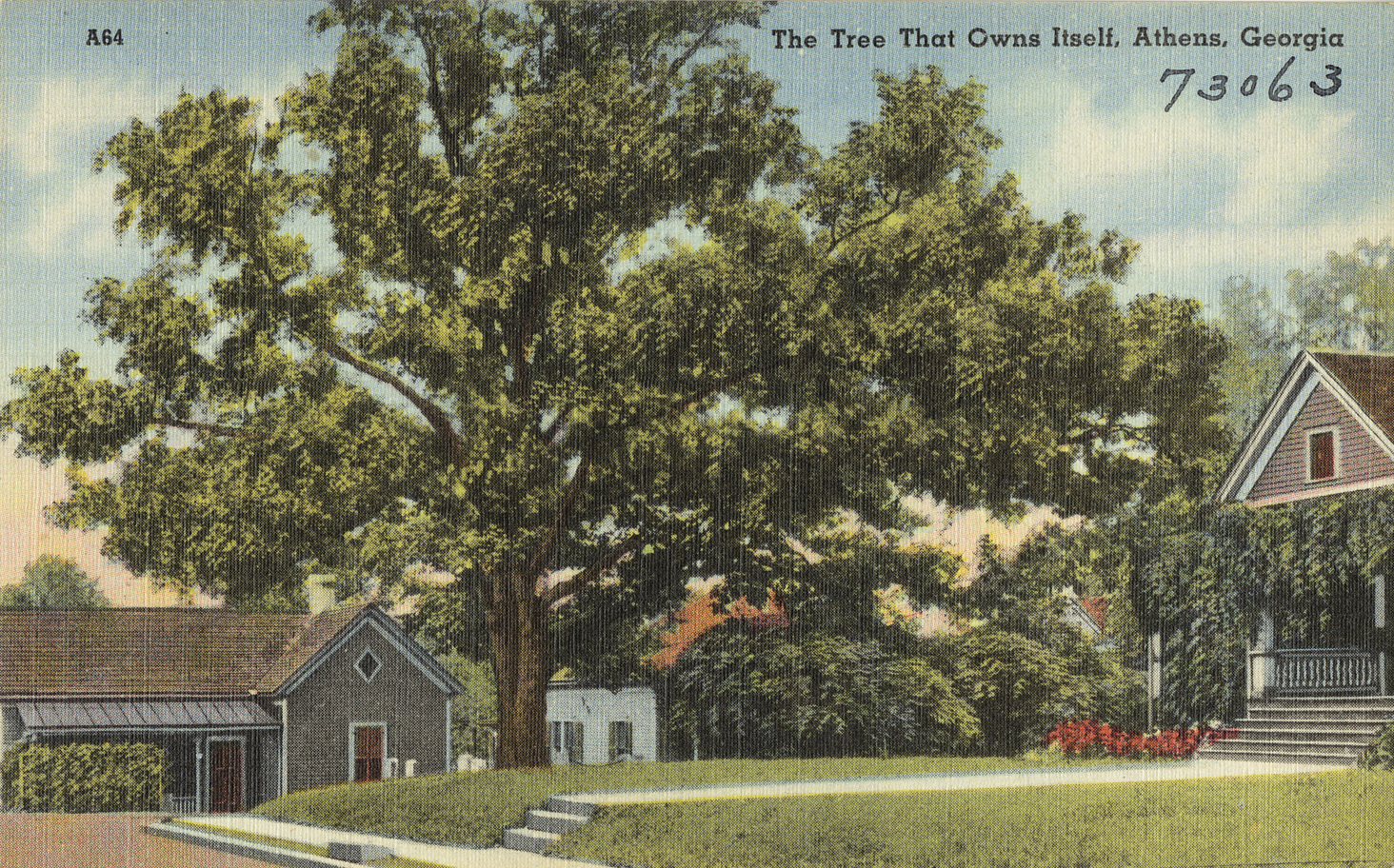

وبحسب الأسطورة، فإن الشجرة التي تمتلك نفسها هي شجرة بلوط البيضاء، وتمتلك مساحة الأرض من حولها في نطاق ثمانية أقدام (2.4 متر). تقع الشجرة التي يطلق عليها أيضاً شجرة بلوط جاكسون على ناصية شارع ساوث فينلي وديرنج في أثينا بولاية جورجيا في الولايات المتحدة الأمريكية، حيث سقطت الشجرة الأصلية في عام 1942 ونبتت مكانها شجرة جديدة من إحدى براعمها وتم غرسها في نفس المكان. يشار في بعض الأحيان إلى الشجرة الحالية باعتبارها متحدرة من سلالة الشجرة التي تمتلك نفسها. ظهرت الشجرتان في العديد من وسائل الاعلام ويعد موقعها معلماً. 

## الأسطورة
ظهرت أولى روايات الشجرة في مقال بعنوان «تورث إلى نفسها» في جريدة بارنر الأسبوعية بأثينا في الثاني عشر من أغسطس عام 1890. يتحدث المقال عن شجرة تنمو في مساحة يملكها وليام هنري جاكسون، ابن جيمس جاكسون (جندي في الثورة الأمريكية وعضو كونجرس وسيناتور أمريكي وحاكم لولاية جورجيا) ووالد لجيمس جاكسون آخر (عضو في الكونجرس ورئيس المحكمة العليا بولاية جورجيا). ويعد وليام أخاً لجيبز يونج جاكسون وهو عضو في الكونجرس أيضاً. ويُعرف عن وليام جاكسون بأنه كان أستاذاً في جامعة جورجيا، وفي بعض الأحيان كان يطلق عليه لقب «دكتور». أما بالنسبة لطبيعة خدمته العسكرية ومصدر تلقيبه بالعقيد فهي غير معروفة. كما عُرف عنه أيضاً حبه لذكريات الطفولة التي جمعته مع هذه الشجرة ورغبته في حمايتها؛ لذلك قام بمنحها صك يعطيها الحق في وراثة نفسها والمساحة المحيطة بها. حدث ذلك في الفترة بين 1820 و1832 بناءً على عدة أقوال. ووفقاً للمقال الوارد في الصحيفة ينص الصك على التالي:
م يكن أحداً يعرف بداية هذه القصة سواء كانت من مقال صحيفة بارنر الأسبوعية أو كانت جزءً من الفلكلور الشعبي في ذلك الوقت. وذكر كاتب المقالة أنه في عام 1890م لم يتبقى سوى عدد قليل من الأشخاص الذين لا يزالون على قيد الحياة ويعلمون بالقصة. 
قصة الشجرة التي تمتلك نفسها هي قصة مشهورة ويتردد عنها أنها كانت قصة حقيقية. على الرغم من ذلك، لم يكن هناك سوى شخصاً واحداً فقط – الكاتب غير المعروف للصك – يزعم رؤية صك جاكسون للشجرة، حيث يزعم معظم الكتاب بفقدان الصك وبعدم وجوده، وحتى إن ثبت وجوده لن يكون لذلك الصك أي تبعات قانونية، إذ أنه وفقاً للقانون العام فإن الشخص الذي تنقل إليه ملكية ما يجب أن يتمتع بالأهلية القانونية الكاملة لاستلامها، ويجب نقل الملكية إلى الشخص المعني وقبوله بها. 
في واقع الأمر، حصل وليام هنري جاكسون على الملكية الواقعة في الجانب المقابل من شارع ديرنج حيث تقع الشجرة. تضمنت تلك الرواية 226 شارع ديرنج في الوقت الحاضر، لكن في بدايات القرن التاسع عشر كانت تلك قطعة الأرض رقم 14. في حين أن المساحة كانت تقع على جزء من الأرض عرفت باسم الأرض رقم 15. وفي عالم 1832، قام دكتور مالتوس وارد بشراء الملكية من جاكسون وزوجته وهو نفس العام الذي كُتب فيه الصك على لوحة معدنية. لم تثبت فهارس العقارات في مقاطعة كلارك وجود أي مؤشر على زمن شراء جاكسون للملكية، في حين أنه يقال بأن معظم الأراضي في تلك المنطقة كانت للعميد جيمس مريويزر. وعلى الرغم من إقامة جاكسون بجوار الشجرة وهو شاب إلى أنه قد قضى طفولته في مقاطعة جيفرسون وليس في أثينا، مما يقلل من احتمالية استمتاعه في طفولته باللعب تحت تلك الشجرة في فصول الصيف.
تشير بعض الصكوك إلى أن الأرض التي زرعت فيها الشجرة تظل جزءًا من الملكية في 125 شارع ديرنج. وتشير المستندات إلى أن المساحة المحاطة شرقاً بشارع فينلي وشمالاً بشارع ديرنج هي مقر الشجرة. إلا أن خريطة الأرض الأساسية لا تحتوي على زاوية الشجرة التي كانت غريبة الشكل، إذ يمتد الحد الشرقي لـ 10 أقدام (3 أمتار) إلى غرب مكان الشجرة – كما أن مساحة الأرض التي قام المالك بشرائها، لا تقع الشجرة ضمن ملكيتها. 
إلى أن ما سبق لا يعد دليلاً على ملكية الشجرة لنفسها، لكنه يرى بأن تلك المساحة تقع ضمن مساحة حق المرور على طول شارع فينلي. إذ تؤكد مقاطعة كلارك في أثينا وقوع الشجرة ضمن مساحة حق المرور وعليه فإن يجب الاهتمام بها من قبل البلدية. ووفقاً لمسئولي المقاطعة، فإن الحكومة المحلية والملاك المجاورين تقع عليهم مسئولية الاهتمام بالشجرة، في حين أن نادي حدائق «السيدات الصغيرات» في أثينا هو المسؤول الأساسي عنها. أما بخصوص صك جاكسون، ذكر أحد الكتاب أنه في بداية القرن العشرين، «رغم ضعف الحجة القانونية لهذا الصك إلا أن العامة يعترفون بذلك». وبذلك منحت الحكومة الموحدة لمقاطعة اثينا-كلارك الحق للشجرة بامتلاك نفسها رغم المعاكسات القانونية. 

## التاريخ
يقدر الوقت الذي بدأت فيه الشجرة التي تمتلك نفسها بالنمو بين منتصف القرن السادس عشر وأواخر القرن الثامن عشر. كان يعتقد أن تلك الشجرة هي الأكبر في أثنيا (جورجيا) والأشهر في الولايات المتحدة الأمريكية. سبقت الشجرة فترة تحول الحي إلى حي سكني بداية من منتصف القرن التاسع عشر. يعرف المنزل المجاور للشجرة باسم دوميني هاوس الذي بني على حافة حي ميليدج وشارع واديل في عام 1883 ونُقل إلى مكانه الحالي بعد حوالي عشرين عاماً. 
بحلول عام 1906، بدأت عوامل التعرية تظهر في أسفل الشجرة. وقام جورج فوستر بيبودي بدفع المال للحصول على تربة جديدة ولوحة تذكارية وحاجز حديدي مدعم بثمانية عواميد من الجرانيت حول الشجرة. رغم كل هذه الجهود إلا أنه ذكر أن الشجرة قد عانت من تلف كبير أثناء عاصفة جليدية في عام 1907. ورغم محاولات عدة للحفاظ عليها إلا أن أجزائها بدأت بالتعفن وأصبحت ضعيفة. 
سقطت شجرة البلوط الأصلية في مساء التاسع من أكتوبر عام 1942 بعد فترة طويلة من الإهمال وبقائها في حالة سيئة لسنوات، وبعد أيام من انهيارها تم استبدالها بشجرة من براعمها. وفي رواية أخرى، زعم شخصاً أن الشجرة ماتت قبل سنوات بسبب تعفن الجذر، وبأن طول الشجرة وصل إلى 100 قدم (30 متر) ويُقدر عمرها بين 150 و400 عام وقت سقوطها. وذكرت مصادر أخرى أن الشجرة سقطت في الأول من ديسمبر عام 1942 بسبب عاصفة شديدة مرت بشمال جورجيا في ذلك المساء وليس بسبب كبر عمرها أو مرضها. سببت العاصفة دمار كبير وقتلت العديد من الأشخاص. ومن المحتمل أن يكون جزءًا من الشجرة ظل صامداً لعدة أسابيع وتأثر بصورة مأساوية جراء العاصفة. التاريخ الأول هو المثبت في الأقوال والآراء الصحفية، ولا يعرف السبب وراء عدم تحديد عمر الشجرة بعد حلقاتها. 